# Сакетас, Афанасиос
 Афанасиос Сакетас (греч.  Αθανάσιος Σακέτας Спарта, Греческое королевство 1883 — август 1922) — греческий офицер начала XX века. Участник Балканских войн, Первой мировой войны и Малоазийского похода.
Счёл предложение/приказ своего командира о сдаче, поскольку в создавшейся обстановке «любое сопротивление будет бессмысленной жертвой», оскорблением его офицерской чести и предпочёл смерть героя.
Его именем назван военный лагерь у подножия Гимета.

## Молодость
Афанасиос Сакетас родился в Спарте в 1883 году.
После окончания Училища унтер-офицеров, принял участие в Балканских войнах, в ходе которых получил на поле боя свои первые офицерские звания.
Не располагаем датами последовательности получения им офицерских званий, но в Первой мировой войне он уже упоминается в звании майора.
Майор Афанасиос Сакетас возглавлял II операционный отдел III пехотной дивизии генерала Николаоса Трикуписа.
Сформированная в городе Патры, III греческая дивизия прошла через Скопье, Приштину, Ниш и завершила войну в сербском городе Пирот в декабре 1918 года.

## Малоазийский поход
В звании подполковника Сакетас принял участие в Малоазийском походе (1919—1922), будучи штабистом XII пехотной дивизии.
Пытаясь завершить поход принуждением к миру, греческая армия совершила в марте 1921 года «Весеннее наступление», а затем, 29 июня/12 июля, начала «Большое летнее наступление», в ходе которого нанесла туркам поражение в самом большом сражении войны при Афьонкарахисаре-Эскишехире.
Но армия кемалистов избежала разгрома, отошла на 300 км на восток, к Анкаре, и греческое правительство вновь встало перед дилеммой: что делать дальше ":55.
14/26 июля 1921 года, в занятой греческой армией Кютахье, состоялось совещание военного и политического руководства, на котором политическое руководство настояло продолжить наступление и совершить рейд на Анкару.
1/14 августа 9 греческих пехотных дивизий и 1 кавалерийская бригада начали поход на Анкару, который греческие историки С. Каргакос и Д. Фотиадис:82 именуют «эпосом греческой армии».
На пути к Анкаре XII дивизия маршем прошла через «Солёную пустыню» 130 км.
Однако переход через пустыню, который историки характеризуют ненужным истязанием греческих солдат перед началом сражения, вызвал удивление турецкого командования, но не внёс элемент внезапности:73.

## Ардиз-даг и Чал-даг
В ходе сражения за Анкару, XII дивизия отличилась при взятии второй линии турецкой обороны, где господствовали высоты Чал-даг и Ардиз-даг.
Взятие высот было поручено I Корпусу генерала А. Кондулиса. На левом фланге Корпуса находилась II дивизия, в центре XII и на правом фланге I дивизия.
Основная тяжесть занятия Ардиз Дага пала на XII дивизию полковника П. Калидопулоса, в которую входил полк подполковника И. Котуласа, и I дивизию А. Франгу.
XII дивизия бросилась в бой за Ардиз-даг в 5 утра 19 августа/1 сентября. 14-й полк И. Котуласа, прикрытый с левого фланга 41-м полком, который днём раннее занял высоту Гедик, совершил за 15 минут под огнём бросок в 800 метров и ворвался в турецкие окопы.

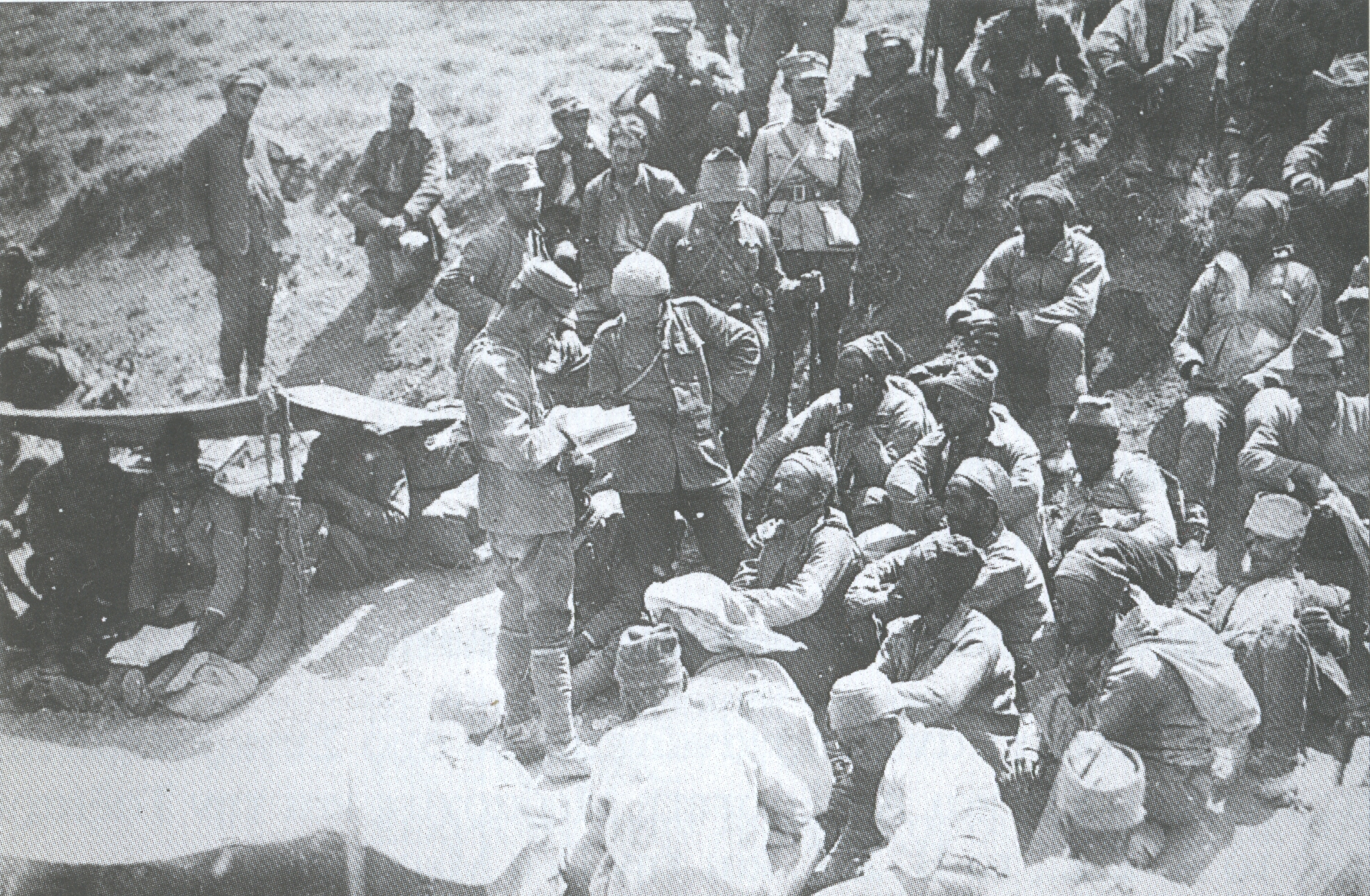
Составление списка турецких пленных, переводчик беседует с турецким офицером. Август 1921 года.

Увидев в своих окопах «шейтан аскер» (дьявольскую армию), турки побросали свои пулемёты и побежали. Однако целый батальон 176-го турецкого полка, 355 человек, во главе с офицерами и командиром, сдались Котуласу. С начала сражения за Анкару это был первый случай пленения целого турецкого соединения.
Потери турок могли бы быть значительно бо́льшими, если бы отступающие подверглись обстрелу греческой артиллерии. Но у греческой артиллерии не было снарядов.
По завершении боя Котулас сделал два запроса в дивизию: восполнить офицеров, большинство которых были убиты или ранены в «сумасшедшем» броске к вершине, и прислать людей, чтобы собрать брошенное турками оружие и припасы:98.
18/31 августа X дивизия III Корпуса закрепилась на восточных склонах Чал Дага, после чего XII дивизия бросилась в генеральную атаку, опрокинула XVII турецкую дивизию и в 10 вечера заняла вершину Чал Дага.
После греческих побед на Ардиз Даге и Чал Даге Кемаль приказал перебросить со своего крайнего левого фланга силы в центр:97.

## 1922 год
После сражения под Анкарой августа — сентября 1921 года, где победа была близка:357, Малоазийская экспедиционная армия, исчерпав материальные ресурсы и не располагая материальными и людскими резервами, в порядке отошла назад, за Сакарью, установив линию обороны от Никомидии до Эскишехира и Афьонкарахисара.
Греческий историк Д. Фотиадис пишет: «тактически мы победили, стратегически мы проиграли»:115. Правительство греческих монархистов удвоило подконтрольную ему территорию в Азии, но возможностями для дальнейшего наступления не располагало. Не решив вопрос с греческим населением региона, правительство не решалось эвакуировать армию из Малой Азии. Фронт застыл на год.
XII дивизия в которой служил Сакетас, расположилась на южном участке фронта, в составе I Корпуса генерала Н. Трикуписа, под началом которого Сакетас воевал в Первую мировую войну.
Не предпринимая политических и военных инициатив, правительство монархистов позволило кемалистам через год сконцентрировать все свои силы на юге и предпринять своё «Большое наступление».

## Турецкое наступление
В ночь с 12/25 на 13/26 августа 1922 года перед греческими позициями в Акар Даге сконцентрировались 12 турецких пехотных и 4 кавалерийских дивизий.
Ночью и за несколько часов до начала наступления, три турецкие дивизии V кавалерийского корпуса, под командованием Фахреддина Алтая, начали своё трудное восхождение по горной тропе.
Позже, Фахредин говорил, что приближаясь к вершине его агония возрастала и добавил, что «если бы там находился хоть один греческий батальон, то наша кавалерия была бы уничтожена».
Вскоре турецкая кавалерия продвинулась и к 16:00 заняла железнодорожную станцию Кючюкёй в 50 км восточнее Думлупынара, отрезав телефонную и телеграфную связь и возможность снабжения греческих частей к востоку от станции:175.
В 04:30 13/26 августа 200 орудий начали огонь на 40 км линии фронта, от Синан Паша (I греческая дивизия) до позиций 15 км западнее Карахисара (IV греческая дивизия), на стыке двух греческих дивизий
I и II греческие корпуса были расположены рядом.
Однако когда I корпус был на грани разгрома, приняв удар основных сил турок, II корпус оставался безучастным наблюдателем.
XII дивизия, находившаяся северо-восточнее Карахисара непрерывно посылала разведывательные патрули на большую глубину за линию фронта, и все докладывали, что не встречали больших концентраций турок.
Турки оставили малые силы напротив II корпуса. Но чтобы ввести греческое командование в заблуждение, они совершили локальную атаку, которую командир корпуса Д. Димарас счёл прелюдией наступления. Когда Трикупис попросил IX дивизию в помощь, Димарас послал лишь один полк, оправдываясь, что и сам находится в опасности перед наступлением, которое начнётся с минуты на минуту:178.
Передача IX дивизии I корпусу Трикуписа состоялась с опозданием, но было уже поздно:178.
На следующее утро турки бросили бо́льшую часть своих сил против IV дивизии, с целью закрепить прорыв достигнутый кавалерией в предыдущий день и окончательно прервать связь греческих частей с Думлупынаром.
Получив информацию, что IV дивизия сломлена и что обстановка стремительно ухудшалась, Трикупис осознал, что задержка с отходом будет смертельной опасностью и к полудню приказал оставить Карахисар и отойти к западу, к Думлупынару.
Не понаслышке зная о турецких зверствах, около 20 тыс. христиан Карахисара и региона последовали за отступающими частями:A-203, придавая армейским колоннам картину сомнительной дисциплины:159.
Однако в тот же момент, «как наибольшая историческая ирония», в центр греческой обороны в Кирке прибыли 40 дезертиров из VI турецкой дивизии, «безошибочный знак низкого морального духа врага», пишет генерал Булалас:179.
Д. Фотиадис добавляет, что является трагическим фактом то, «что самое большое поражение нашей истории мы понесли от врага у которого не было морального духа»:179.
15/28 августа Южная группа греческой армии оказалась разделённой на две группы.
Первая, была образована I и VII дивизиями и частью IV дивизии и отрядами Луфаса и полковника Н. Пластираса, оказавшихся слева от прорыва.
Эту группу, имевшую возможность отступить к Ушаку, возглавил комдив I дивизии А. Франгу.
Трикупис собирался организовать вторую линию обороны с помощью А. Франгу, но тот не знал о его намерениях и видя что турки движутся к Думлупынару, отрезая путь к отходу, решил опередить их и также двинуться к Думлупынару.
Франгу, вышел на I Корпус ещё в 18:30 27 августа, но не получил никаких письменных указаний.
Комдив IX дивизии П. Гардикас предложил совершить ночной марш через горы к Думлупынару.
Но Трикупис отказался от предложения, заявив что «он ожидает приказ штаба армии».
Отход Группы Франгу (I и VII дивизии, остатки IV дивизии, два батальона XII дивизии и другие малые части) в направлении Думлупынара состоялся в ночь с 27 на 28 августа.
Арьергард Пластираса остался на позиции Хасан Деде Тепе.
Медлительность Трикуписа в принятии решений привела к потере контакта с группой Франгу и между группами образовалась брешь в 25 км.
Это не осталось незамеченным Кемалем. Турки ринулись всеми своими силами в эту брешь, в то время как их кавалерия предотвращала возможность контакта между двумя отходящими греческими группами.
Трикупис дал своей Группе (V, IX, XII, XIII и остатки IV дивизий) возможность отдохнуть. В 05:00 28 августа его Группа двинулась на северо-запад, в надежде обойти наступавшего врага и дойти к Ушаку, избегая окружения, которое вырисовывалась всё более очевидно.
IX дивизия П. Гардикаса, на своём пути на запад, около 07:00 разбила турецкую II кавалерийскую дивизию, пытавшуюся перекрыть ей путь, и нанесла ей большие потери, включая пленных и захваченные орудия.
Остальные силы Группы Трикуписа (V, XII и XIII дивизии) отошли на запад без проблем и провели ночь 28—29 августа около Олучака.
Одновременно «Группа Франгу» развернула линию фронта вокруг Башкимсе.
После неудачных попыток установить связь по рации с I корпусом, Франгу приказал своим частям начать отход на позиции Думлупынара.
В течение ночи 15/28—16/29 августа турецкий VI корпус продвинулся на запад и вышел к северу от Группы Трикуписа.
Турецкие V кавалерийский и пехотные I, II и IV корпуса подошли к группам Франгу и Трикуписа.
Турецкий I корпус продвинулся в сторону Думлупынара и вступил в контакт с Группой Франгу, в то время как турецкие V кавалерийский корпус и IV корпус отделили группы Трикуписа и Франгу одну от другой.
Группа Трикуписа была по существу окружена.

### Бой при Илбулаке — Хамуркёе[7]

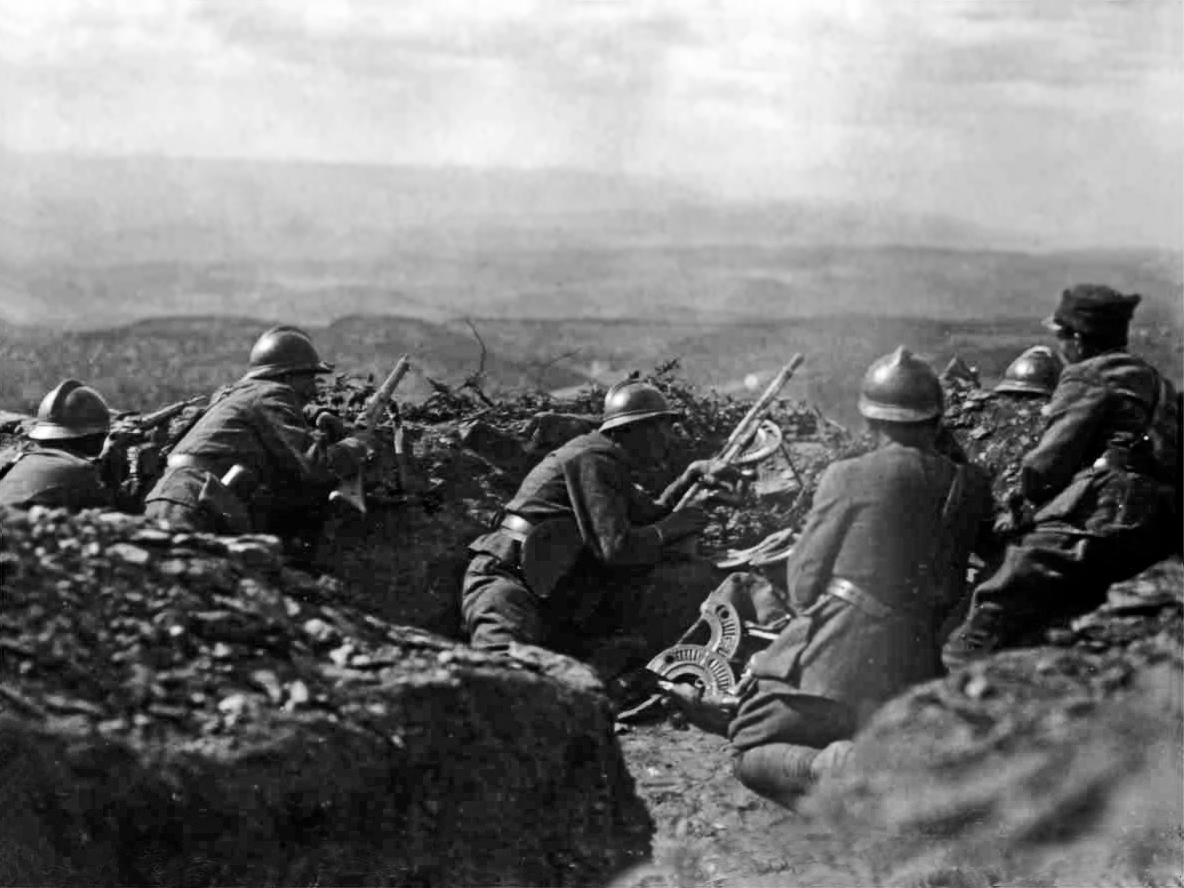
Греческие солдаты 29 августа, к западу от Карахисара.

В 05:00 29 августа все части Группы Франгу достигли позиций вокруг Думлупынара в порядке, несмотря на давление турецкого IV корпуса.
Группа Франгу подверглась утром 16/29 августа мощной атаке у села Карагёсели, но удержала позиции. В полдень Пластирас запросил разрешения атаковать в восточном направлении, чтобы соединиться с Трикуписом. Франгу разрешения не дал, что по мнению историка Я, Капсиса обрекло группу Трикуписа. С закатом солнца, он дал приказ своим частям отойти дальше на запад, к Исламкёю.
Группа Трикуписа начала движение на запад утром 29 августа.
ΙΧ дивизия выступила на Хамуркёй в 04:30 16/29 августа, в голове колонны группы. За ней шли части разбитой IV дивизии.
Греческие части вступили в расположение турецких V и IV корпусов. Трикупис приказал IX дивизии прорвать турецкую линию и открыть дорогу на Думлупинар.
В 06:00 ΙΧ дивизия вступила в бой с турецкими частями вставшими на её пути. К 09:00 дивизия вступила в отчаянный бой с тремя дивизиями турецкого IV корпуса.
Турки атаковали также с восточного фланга Группы Трикуписа, на позиции XII дивизии. Трикупис постепенно задействовал V и IV дивизии в обороне своей Группы, сохраняя XIII дивизию в резерве.
К 10:30 обстановка стала драматической. Моральный дух солдат не спавших и не евших с 13/26 августа и осознававших, что они в окружении, был поколеблен.
Натиск противника, к которому подходили всё новые и новые силы, усиливался. Артиллерия дивизии действовала неприкрытая на одной линии с пехотой.
Комдив IX дивизии, полковник Гардикас, был вынужден неоднократно лично вмешаться, чтобы удержать линию обороны.
XIV кавалерийская дивизия турок пыталась с фланга нанести удар по группе Трикуписа и целый день сдерживалась ΙΙ/26 батальоном майора Д. Папаянниса.
В 17:00 турки предприняли атаку против всей линии обороны ΙΧ дивизии.
Командиры батальонов и рот один за другим погибали или выходили из строя после тяжёлых ранений и их подразделения начали отступать.
Все офицеры 3/40 полка эвзонов были выведены из строя, за исключением одного лишь лейтенанта.
Однако горная артиллерия дивизии осталась на своих позициях и огнём с дистанций 100—400 метров сумела сдержать противника и дала время пехоте перегруппироваться.
Был получен приказ контратаковать. В атаке приняли участие единственный резервный батальон II корпуса (Ι/26 пехотный батальон А. Вуцинаса), части разбитого 11-го пехотного полка и курсанты училища офицеров-резервистов из Карахисара.
Контратака временно сдержала и вернула порядок в расположении греческих частей.
Однако смертельные ранения командира 26-го пехотного полка и сменившего его в контратаке командира ΙV батареи А. Пурнараса, вновь поколебали греческие части.
Новая мощная турецкая атака отбросила назад части ΙΧ дивизии в полном беспорядке.
В этот критический момент вмешалась ΙΙ/Α’ батарея полевой артиллерии Ксантакоса, чьи кони галопом доставили орудия на поле боя. ΙΙ/Α’ батарея расположилась рядом с 3 батареями дивизии и батареей ΙΙ/Β’ полевой артиллерии К. Пападо́пулоса. Батареи, без прикрытия пехоты, непрерывным огнём прямой наводкой вынудили турок отступить на 1000 метров к югу.
Все дивизии понесли большие потери и были на грани развала.
Ослабленная потерями IV дивизия сумела отбить турецкую атаку на позиции Хамуркёй -Имбулак.
Сражение продолжалось весь день 29 августа, с тяжёлыми потерями с двух сторон.
IX дивизия продолжила марш на запад и ночью, под непрерывным артобстрелом, собралась в районе села Хамуркёй, вместе с другими силами группы Трикуписа и тысячами следовавших с группой христианских беженцев.
Группа Трикуписа была не в состоянии открыть дорогу на Думлупынар или установить контакт с Группой Франгу.
Турки также были не в состоянии уничтожить Группу Трикуписа, несмотря на то что они окружили её своими II, IV, V и VI корпусами.
Однако для частей Трикуписа обстановка с каждым часом ухудшалась. Снабжение боеприпасами и продовольствием было уже недостаточными. Части остались без патронов и были вынуждены использовать огонь артиллерии, чтобы отгонять турецкую кавалерию.
Потеряв время из-за приказа отступать «шаг за шагом», в 23:00 29 августа, голодные и сильно потрёпанные части Группы Трикуписа, сумели прорваться и начали марш к Чалкёю, полагая что он удерживался малыми турецкими силами.
Отход начал принимать форму беспорядочного бегства:180.
Одновременно XII дивизия успешно отошла при содействии 33-го и 43-го пехотных полков, прервавших наступление турецких V пехотной и I кавалерийской дивизий и нанеся им значительные потери.
Греческие части в значительной мере уже потеряли свой порядок, и ночной марш усугублял смешение частей.
Тем временем Группа Франгу 29 августа удерживала 20 км фронт вокруг Думупынара.
Её позиции были атакованы I турецким корпусом и правый фланг был прорван.
С тем чтобы оставить открытым окно надежды Группе Трикуписа для отхода к Думупынару, Франгу приказал своему левому флангу удержать позиции любой ценой. Арьергард Группы Франгу оставался на позиции Хасан Деде Тепе.
Группа Франгу заняла позиции восточнее Ушака, прикрывая железную дорогу.
Прибыв в Чалкёй Трикупис созвал совещание комдивов своих дивизий, которые предложили чтобы Группа продолжила движение на запад через ущелье Аливеран (Alıören) к Баназу.
Трикупис отклонил предложение и приказал продолжить движение на юг к Думлупынару.
Однако получив рапорт, что боевой состав Группы уменьшился до 7 тыс. человек, в то время как в её состав входили 10 — 15 тыс. безоружных солдат, а также беженцы, при полном отсутствии боеприпасов и продовольствия, Трикупис дал новый приказ следовать через Аливеран к Баназу.
Но было потеряно драгоценное время.

### Аливеран
Термин «Сражение при Думлупинаре» употребляется в турецкой историографии, но в греческой встречается крайне редко.
Для греческих историков есть «Аливеран» (Alıören) и события до и после «Аливерана».
Греческий историк Д. Фотиадис пишет, что Аливеран это «Седан» греческой армии и, будучи малоазийским греком и участником похода, добавляет, что это «место бойни наших сил» и «место где были похоронены все наши надежды, вместе с тысячами бойцов».
В турецкой историографии сражение 17/30 августа именуется «Сражением главнокомандующего», (Başkumandanlık Meydan Muharebesi) поскольку оно происходило на глазах у Кемаля, наблюдавшим за ходом сражения из укрытия в 6 км от Аливерана:181.
В действительности термин сражение при/в Аливеране не совсем верно характеризует событие: это был расстрел турецкой артиллерией скопления греческих солдат и гражданского населения.
Истощённые маршем и голодом, части Группы Трикуписа, будучи не в состоянии продолжать марш на запад в темноте, скопились в ущелье Аливерана.
Получив эту информацию, в ночь с 16 на 17 августа Кемаль приказал своей I и II армиям и V кавалерийской группе окружить ущелье и ликвидировать Группу Трикуписа:180.
На рассвете 17/30 августа Кемаль оставил свой штаб и перешёл в артиллерийский наблюдательный пункт в Зафер Тепе, в 6 лишь км от центра боя.
Из вошедших в ущелье 20-25 тыс. человек, только 7 тысяч были боеспособны, остальные были невооружённые солдаты вспомогательных частей, раненные и гражданское население:180.
К полудню Трикупис приказал своим силам продолжить марш к Думлупынар, не подозревая что он был уже окружён
Внезапно вся тяжёлая турецкая артиллерия начала с юга обстреливать это узкое ущелье в форме подковы, где в его основании около 20 тыс. безоружных из вспомогательных частей, вперемежку с женщинами и детьми, безуспешно искали возможность выйти из него, ещё больше осложняя действия армейских частей.
На выходе из ущелья встала XIV турецкая кавалерийская дивизия, против которой Трикупис бросил пехотный полк, но после того как турецкие кавалеристы получили подкрепления, был дан приказ дожидаться темноты, для совершения прорыва.
И только на входе в ущелье, где «встала насмерть героическая ΧΙΙI дивизия», в которую входил 2-й полк Константина Цакалоса, шло настоящее сражение:159.
Экономя боеприпасы, солдаты дивизии подпускали турок на 100 метров, после чего вынужденно шли в непрерывные штыковые контратаки:159.
2-й полк на позиции у Кючук Ада-тепе оборонял окружённую группу с юга против IV турецкого корпуса.
Под непрерывным артобстрелом, держа оборону на неподготовленных позициях и с скудными боеприпасами, 2 -й полк отразил все атаки.
Один за одним, его офицеры поднимали своих солдат в вынужденные штыковые контр-атаки — на верную смерть.
Первым был майор Мацукас. Вторым стал майор Влахос, который повёл в атаку соседний батальон, который до его прибытия был готов к разложению.
Цакалос возглавлял своё новое подразделение, многих офицеров которого он ещё плохо знал. Он вёл солдат в штыковую восклицая «Гоните собак, вперёд за мной» и в очередной раз обращал турок в бегство:160.
К востоку от полка Цакалоса, вела свой последний бой рота курсантов, прибывшая на фронт за неделю до этих событий.
В критический момент и, спасая ситуацию, Цакалос бросился в атаку под развёрнутым флагом с горсткой солдат своего резерва. Турки были вновь отброшены. Но в ходе контр-атаки, снарядом ему оторвало ноги.
Он попросил чтобы его прислонили к скале, чтобы он мог наблюдать за своей частью:161.
Цакалос знал, что смерть близка и единственным его вопросом был «Как идёт бой». Получив ответ «Мы победили, турки бегут», он выговорил фразу «умираю счастливым»:162.
Вскоре 6 турецких дивизий обрушились на надломленные греческие силы, в то время как с востока новые турецкие батареи начали артиллерийский бараж.
Греки отчаянно сопротивлялись, в то время как турецкая артиллерия начала обстрел и с севера, с безопасной для неё дистанции
Греческие батареи замолкли одна за другой.
Немногие успевшие укрыться греческие орудия, отвечали туркам, чьи снаряды практически все наверняка достигали целей.
Люди, животные, автомобили, повозки взлетали на воздух.
Героическими усилиями греческие части удерживали единственный остававшийся западный выход из ущелья.
Некоторые полки исчерпали свои патроны и собирали их у убитых и раненных.
С 16:00 ни одна точка в ущелье не обеспечивала укрытия.
Единственной надеждой оставалась ночь :Попытка прорыва с дневным светом была самоубийством:161.
Историки отмечают инициативу предпринятую до наступления темноты командиром 14-го полка XII дивизии И. Котуласом.
И. Котулас был ранен за день до этих событий в бою у Хамур-кёя. Несмотря на ранение, он решил не дожидаться наступления темноты. Развернув полковое знамя, он верхом возглавил атаку солдат своего полка на высоту 1140. Высота была взята, но плотный артиллерийский огонь делал невозможным пребывание на ней, после чего солдаты полка отступили в беспорядке:183.

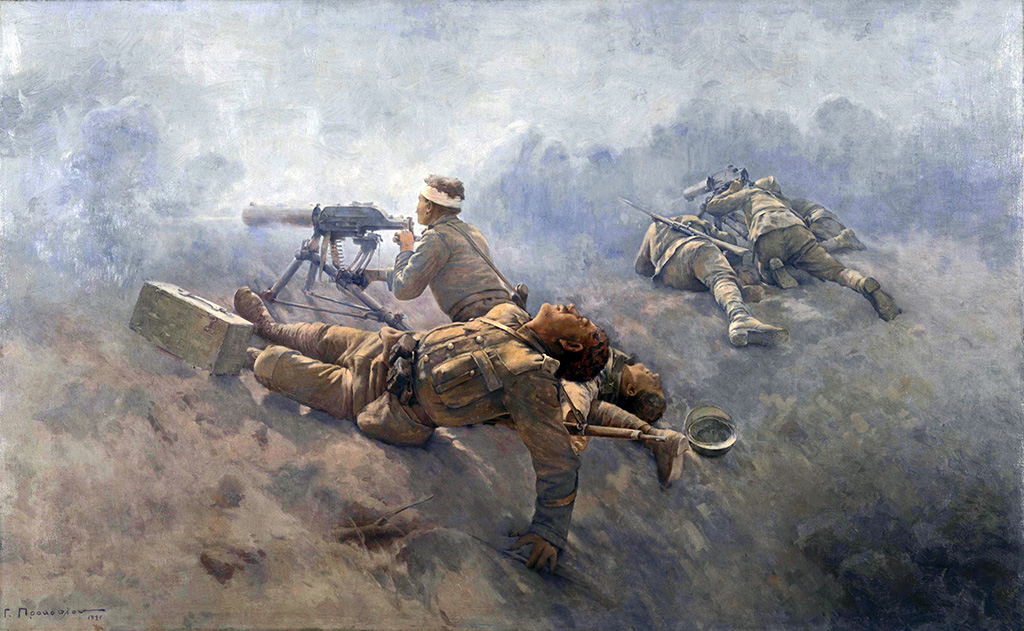
Художник Прокопиу, Георгиос: «До последнего»

Однако героическое сопротивление 2-го полка полковника Константина Цакалоса и других частей ΧΙΙI дивизии дало возможность, с наступлением ночи, тысячам солдат Группы Трикуписа и беженцев вырваться из котла.

### Итог Аливерана
С наступлением ночи, все оставшиеся в живых, оставив орудия, грузовики, санитарные автомобили, бросились к выходу из ущелья, где столпились тысячи солдат и беженцев.
Трагедия Аливерана достигла апогея. Из раненных только способные ходить пытались следовать за колонной уходящих. Остальные остались лежать на земле. Некоторым посчастливилось умереть той же ночью:183.
О судьбе оставленных раненных можно только предполагать.
Согласно турецким рапортам, более 2,000 убитых греков были найдены на следующий день на поле боя, не считая раненных, «которые умерли позже в результате своих тяжёлых ран»

## К пленению Трикуписа — Смерть Сакетаса
Вырвавшиеся ночью из ущелья части и гражданское население разбились на две ещё соблюдавшие дисциплину колонны — колонну генералов Трикуписа и Дигениса и колонну полковника Каллидопулоса и генерала Димараса.
Каждая из них выбрала различные направления.
Поскольку карты ничем не помогали, они безуспешно искали местных проводников, но турки бежали из своих сёл.
Марш колонны Трикуписа — Дигениса был трагическим.
Без проводников, еды и боеприпасов колонна Трикуписа потеряла дорогу и скиталась в горах Мурат Дага духовно разбитая и физически истощённая, сопровождаемая греческими и армянскими беженцами.
20 августа марш колонны замедлился и, согласно записям Трикуписа, «едва стоящие на ногах, солдаты скорее всего плелись, а не шли»:184.
Когда колонна дошла до сёл Бугаяп и Оёчук, Трикупис узнал от старцев турок, что Ушак, к которому они шли, был занят турками в предыдущий день и что перевал, который Пластирас удерживал до последнего, был оставлен им двумя часами раннее.
Я. Капсис пишет, что Трикупис, в очередной раз принял ошибочное решение и не решился на прорыв.
Комдив IX дивизии П. Гардикас безуспешно уговаривал его идти в штыковую и прорываться через горный проход.
Трикупис не решался. Однако П. Гардикас был полон решимости. Не сумев убедить Трикуписа и его штабистов опрокинуть вставших на проходе турок штыковой, Гардикас верхом на коне и с криком «вперёд девятая, идём к Пластирасу» возглавил атаку (остатков) своей дивизии, прорвал турецкие заслоны, прошёл через массив Мурат Дага и вышел на дорогу Чендеш -Ушак. IX дивизия Гардикаса избежала пленения.
Основная колонна Трикуписа остановила марш и Трикупис приказал занять позиции для обороны «до последнего».
Однако солдаты отказались исполнять приказ. По выражению Д. Фотиадиса, «они уже духовно и физически были трупами, а трупы не воюют».
Трикупис собрал своих офицеров, заявив им, что в создавшейся обстановке «любое сопротивление будет бессмысленной жертвой», приказывая им сдаться.
После речи Трикуписа майор Влахос и несколько других офицеров от стыда сорвали свои погоны.
Более резкой и существенной была немедленная реакция подполковника А. Сакетаса из штаба XII дивизии, который счёл предложение/приказ о сдаче оскорблением его офицерской чести.
Вскочив на коня, Сакетас в одиночку бросился против окруживших Группу Трикуписа турок, с надеждой если не прорваться, то на достойную офицера смерть.
Зарубив несколько турок он был пристрелен при этой попытке.
По другому свидетельству в своей отчаянной попытке Сакетас был не один, а возглавлял небольшую группу последовавших за ним солдат.
Трикупис дал приказ поднять белый флаг.
В истории современной греческой армии до того не было сдавшихся неприятелю офицеров такого ранга.
Число сдавшихся солдат Трикуписа, колеблется около 4 тыс. человек.
В их числе были и малоазийские греки, многие из которых предпочли покончить жизнь самоубийством, зная что им уготовано турками.
Судьба христианских беженцев шедших с Группой Трикуписа — отдельная тема.

## Память
Именем подполковника Афанасия Сакетаса назван военный лагерь у подножия Гимета.